# Nika Khorkheli
Nik'a Khorkheli (in georgiano ნიკა ხორხელი?; Tbilisi, 9 settembre 2001) è un calciatore georgiano, attaccante dell'Iberia 1999 in prestito dal Samgurali Ts'q'alt'ubo.

## Carriera

### Club
Cresciuto nel settore giovanile della Dinamo Tbilisi, ha iniziato la sua carriera in terza divisione con la maglia dello Spaeri per poi passare al Sioni Bolnisi con cui ha centrato la promozione in Erovnuli Liga nel 2022. Ha fatto il suo esordio nella massima divisione georgiana il 25 febbraio 2023 nell'incontro perso 4-0 contro la Dinamo Batumi ed ha segnato il suo primo gol il 3 aprile nella partita vinta 2-1 contro il Gagra.
Nel 2023 è stato acquistato dal Samgurali Ts'q'alt'ubo ma dopo una sola stagione è passato in prestito al Beitar Gerusalemme. Rientrato in Georgia nell'estate del 2024, ha concluso la stagione con il club di Tskhaltubo per poi passare in prestito all'Iberia 1999 nel febbraio del 2025.

### Nazionale
Il 15 giugno 2023 è stato convocato dalla nazionale Under-21 georgiana per disputare il campionato europeo di categoria.

## Statistiche

### Presenze e reti nei club
Statistiche aggiornate al 3 giugno 2025.
| Stagione             | Squadra                | Campionato           | Campionato | Campionato | Coppe nazionali | Coppe nazionali | Coppe nazionali | Coppe continentali | Coppe continentali | Coppe continentali | Altre coppe | Altre coppe | Altre coppe | Totale | Totale |
| Stagione             | Squadra                | Comp                 | Pres       | Reti       | Comp            | Pres            | Reti            | Comp               | Pres               | Reti               | Comp        | Pres        | Reti        | Pres   | Reti   |
| -------------------- | ---------------------- | -------------------- | ---------- | ---------- | --------------- | --------------- | --------------- | ------------------ | ------------------ | ------------------ | ----------- | ----------- | ----------- | ------ | ------ |
| 2020                 | Spaeri                 | L3                   | ?          | ?          | CG              | 2               | 1               | -                  | -                  | -                  | -           | -           | -           | 2+     | 1+     |
| 2021                 | Sioni Bolnisi          | EL2                  | 24         | 5          | CG              | 2               | 0               | -                  | -                  | -                  | -           | -           | -           | 26     | 5      |
| 2022                 | Sioni Bolnisi          | EL                   | 32+2       | 9+0        | CG              | 1               | 0               | -                  | -                  | -                  | -           | -           | -           | 35     | 9      |
| Totale Sioni Bolnisi | Totale Sioni Bolnisi   | Totale Sioni Bolnisi | 58         | 14         |                 | 3               | 0               |                    | -                  | -                  |             | -           | -           | 61     | 14     |
| 2023                 | Samgurali Ts'q'alt'ubo | EL                   | 34         | 6          | CG              | 4               | 1               | -                  | -                  | -                  | -           | -           | -           | 38     | 7      |
| feb.-giu. 2024       | Beitar Gerusalemme     | LHA                  | 13         | 0          | CI+TC           | 0               | 0               | -                  | -                  | -                  | -           | -           | -           | 13     | 0      |
| 2024                 | Samgurali Ts'q'alt'ubo | EL                   | 8          | 1          | CG              | 1               | 0               | -                  | -                  | -                  | -           | -           | -           | 9      | 1      |
| 2025                 | Iberia 1999-2          | EL2                  | 1          | 0          | -               | -               | -               | -                  | -                  | -                  | -           | -           | -           | 1      | 0      |
| 2025                 | Iberia 1999            | EL                   | 2          | 0          | CG              | 0               | 0               | -                  | -                  | -                  | -           | -           | -           | 2      | 0      |
| Totale carriera      | Totale carriera        | Totale carriera      | 116+       | 21+        |                 | 10              | 2               |                    | -                  | -                  |             | -           | -           | 126+   | 23+    |

## Palmarès

### Club

#### Competizioni nazionali
- Erovnuli Liga 2: 1

Sioni Bolnisi: 2021